# Daryl Ferguson
 (octobre 2024).
Daryl Ferguson (né le 4 juin 1985) est un footballeur barbadien qui joue pour les Evergreen Diplomats dans l' American Soccer League.

## Jeunesse
Né dans le Maryland d'une mère barbadienne et d'un père grenadien, Daryl Ferguson a passé deux années dans la Super Y-League chez DC United avant de jouer au football universitaire à l'Université de Seton Hill. Au cours de ses années universitaires, Daryl a également joué deux saisons pour la Delaware Dynasty dans la USL Premier Development League et s'est entraîné avec la Charleston Battery de la USL First Division.

## Carrière en club
Daryl Ferguson est devenu joueur professionnel en décembre 2007 lorsqu'il a signé pour les Real Maryland Monarchs de la deuxième division de l'USL. Il a joué 18 matchs pour les Monarchs et a été libéré à la fin de la saison.
Après quelques années loin du jeu professionnel, Daryl est revenu jouer avec Fredericksburg Hotspur dans la USL Premier Development League en 2011.

## Carrière internationale
Daryl Ferguson est un joueur à part entière de l'équipe nationale de football de la Barbade, ayant déjà joué pour le pays au niveau U-23 et en qualification pour les Jeux Olympiques. Lors de sa seule apparition en équipe senior, un match pour la Coupe du monde contre les États-Unis en 2008, Ferguson a été le seul joueur de la Barbade à marquer un but - malheureusement, c'était contre son camp. Les États-Unis ont gagné 8–0. 